# بيلتهوفن
بيلتهوفن هي قرية في مقاطعة أترخت الهولندية وجزء من بلدية دي بيلت. يوجد بها محطة للسكك الحديدية تصل إلى أترخت وأمرسفورت وبارن. يقع في بيلتهوفن المعهد الوطني الهولندي للصحة العامة والبيئة والاتحاد العالمي للمحترفين بين اللغات الذي يسعى للحفاظ على لغة إنترلنغوا ونشرها عالميًا.
يبلغ عدد سكان بيلتهوفن بما في ذلك المناطق الريفية المحيطة بها حوالي 17,560 نسمة. 